# Sumbing (Jáva)
Sumbing je v současnosti nečinná sopka v centrální části indonéského ostrova Jáva, asi 8 km jihovýchodně od stratovulkánu Sundoro. Vrchol 3 371 m vysoké sopky je zakončený 800 m širokým kráterem, který je částečně zaplněný lávovým dómem. Jediná historicky zaznamenaná erupce proběhla roku 1730.